# 辅音音素文字
辅音音素文字（abjad）是一种文字的书写系统，其特點是每個符號都代表輔音，輔音音素文字的字母表只有輔音字母，沒有元音字母，所以朗讀文章時口中須補上適當的元音才能讀出。典型的輔音音素文字有「腓尼基字母」、「阿拉伯字母」等。
輔音音素文字的元音通常不標出而暗含於音韻中，即使有也是選擇性地標記，並非主流的書寫形式，如希伯來文的nikkud（尼庫德）和阿拉伯文的harakāt。希伯來文在後期發展成為部分使用元音標記，使它從完全的輔音音素文字過渡成為「元音附標文字」，不過元音的標記並不是強制性的，现代希伯来文拼写法以Ktiv male（完整拼写）为主，拼写时四个辅音字母 alef, he, vav, yud同时当作元音使用，则接近全音素文字。
「輔音音素文字」這個術語首先由美國語言學家彼得·T·丹尼爾斯（Peter T. Daniels）提出，用以描述部分閃米特語族文字的所屬類別，取代了原先的常用術語「輔音性字母（consonantal alphabet）」、「輔音文字（consonantary）」。

## 語源
辅音音素文字的原文「／abjad」源自阿拉伯字母古代排序的首四個，此種排序（稱作 abjadī ）可以和更古老的希伯來字母、腓尼基字母和閃米特字母相對應。因爲阿拉伯字母是典型的輔音音素文字，正如全音素文字的英语词汇「alphabet」是由首兩個希臘字母的全名（α（alpha）和 β（beta））組成，因爲希臘字母是最早的全音素文字。

## 起源
辅音音素文字屬閃族文字乃人所共知。這類文字被認為源自原始西乃山字母（約1500 BC），而它又被認為源自埃及聖書體。值得注目地，而辅音音素文字又比埃及聖書體更簡易、樸素、率直。
首類獲廣泛使用的辅音音素文字是腓尼基字母。與其他同時期的文字（如楔形文、埃及聖書體）不同，它只由24個符號組成。這使其易學和航海商人在任何地方都能使用。腓尼基人後來改用新的書寫系統，包括希臘字母和亞蘭字母。希臘字母的出現發展了當時西方文字（如西里爾字母和拉丁字母），而亞蘭字母則成為現今多數亞洲的辅音音素文字和元音附標文字的祖先。亞蘭字母傳播至亞洲，遠至印度發展成婆羅米文（約300 BC），而波羅米文是多數印度和東南亞的元音附標文字的祖先。
在中東，亞蘭字母使希伯萊文和納巴泰文興起，它們都保留了很多前者的文字形式。而敍利亞文是亞拉姆文的草書變異體。阿拉伯字母源於納巴泰字母還是敍利亞字母還未有定論。
腓尼基字母的姊妹文字南阿拉伯字母以及从该字母演化出来的早期吉兹字母也是辅音音素文字。

## 與數字的關係
現代辅音音素文字亦曾經用於「Isopsephy」（賦予單詞中每個字母一個數值，並相加而得到一個數字），在發展出進位式數字系統以前，這曾經是正規的數字書寫系統。在某些語言中，這種文字和數字的關係也影響了詩和神秘性的使用，例如由舊約聖經衍生出的卡巴拉。

## 不完全的辅音音素文字
「完全」的辅音音素文字是指文字完全沒有元音標示。然而，大部分現代的辅音音素文字，如阿拉伯文、希伯萊文、亞拉姆文、阿維斯陀語，都「不完全」，它們可能有一些元音符號，或者有選擇性的附加式元音標記，或二者皆有。完全輔音音素文字的例子如古腓尼基語。

### 元音的附加
在公元前9世紀，希臘人適應了用腓尼基字母標記自己的語言，但希臘語的標示若少了元音將會極不明確，所以他們修改了腓尼基文。希臘人不需要喉音字，如：（𐤀，aleph）、（𐤄，he）、（𐤇，het）、（𐤏，ayin），所以這些符號被分配為元音值，另外有兩個符號（𐤅，waw）與（𐤉，yod）亦被分配至元音。於是希臘字母成了世界上第一種全音素文字的字母。
元音附標文字沿另一條路發展。基礎輔音符號含有內在的「a」元音，鈎或短線就加在基礎輔音符號的不同部位以修改元音。南阿拉伯字母就用這樣的方式發展成吉茲字母（約500 BC - AD 400）。類似地，在西元前三世紀左右，亞蘭字母發展成了婆羅米文。

## 輔音音素文字的原理
使用輔音音素文字的語言，詞根多半有三個以上的輔音，元音則用於屈折變化或衍生形態，因此不標元音的寫法能夠適應這些語言的文法結構。
例如，阿拉伯語的詞根「ذ ب ح」(dh-b-h)，可以衍生出「ذَبَح」(dhabaḥa)（他犧牲）、「ذَبَحْتَ」(dhabaḥta)（你犧牲（男性單數））、「ذَبَّح」(dhabbaḥa)（他屠宰了）、「يُذَبَّح」(yudhabbiḥ)（他屠宰）、「مَذْبَح」(madhbaḥ )（屠宰場）。

## 相關概念
很多非閃語族語言，如英語，理論上也能不寫元音，但較難辨識，必須更加依賴上下文脈絡才能理解。
假如拉丁字母是純正辅音音素文字，那麼英文「Many non-Semitic languages such as English can be written without vowels and read with little difficulty」（许多非闪族语言，如英语，可以不用元音书写，可读但会略有困难。）就會變成「Mn nn-Smtc lnggs sch s nglsh cn b wrttn wtht vwls nd rd wth lttl dffclt」，由於原文不是辅音音素文字，當然會包含更多元音。
許多歐洲語言若不寫元音將會失去文法資訊，如性別、大小寫或單複數。因此有些人利用此現象，把冒犯性文句用這種去除元音的方式呈現（如：fk/fuck)。中國大陸則出現了「yyds(永遠的神)」、「lsp(老色批)」、「xp(性癖)」、「nmsl(你媽死了)」等用語。